# Catafalque

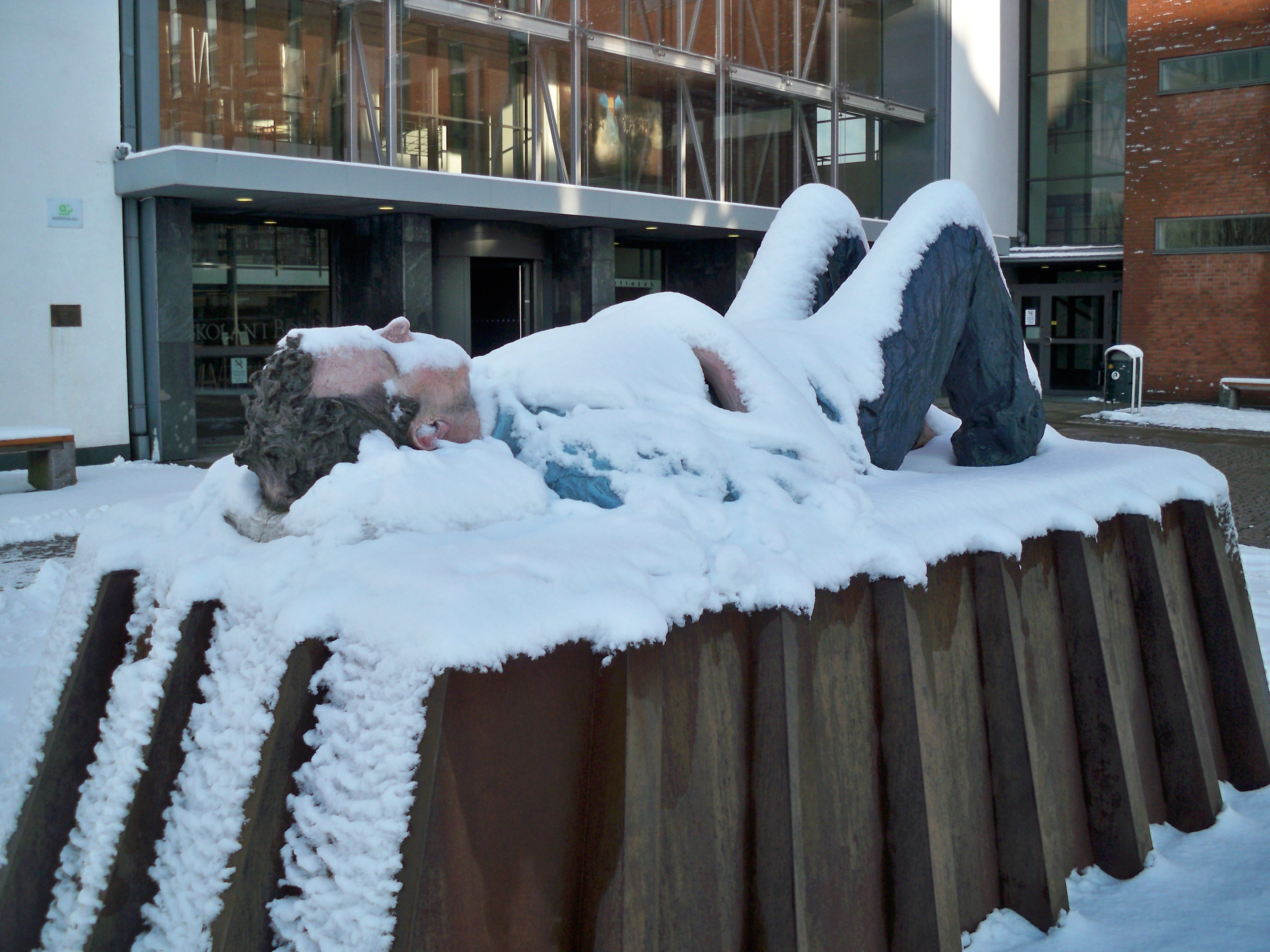
Sean Henrys bronsskulptur Catafalque (2003) en vinterdag i Borås.

Catafalque är en skulptur av Sean Henry, föreställande konstnären själv. Verket är sedan 2003 beläget framför entrén till biblioteket vid Högskolan i Borås.